# 李克熙
李克熙（1929年11月—2023年3月1日），男，汉族，四川蒲江人，中华人民共和国政治人物，曾任重庆市人大常委会副主任，民革重庆市委名誉主委，第九届全国政协委员。